# Mariechen Wehselau
Mariechen Wehselau (Honolulu, Estados Unidos, 15 de mayo de 1906-ídem, 12 de julio de 1992) fue una nadadora estadounidense especializada en pruebas de estilo libre, donde consiguió ser subcampeona olímpica en 1924 en los 100 metros.

## Carrera deportiva
En los Juegos Olímpicos de París 1924 ganó la medalla de oro en los relevos de 4x100 metros estilo libre, por delante de Reino Unido (plata) y Suecia (bronce); y en cuanto a las pruebas individuales ganó la plata en los 100 metros estilo libre, con un tiempo de 1:12.8 segundos, tras su compatriota Ethel Lackie  (oro con 1:12.4 segundos) y por delante de otra estadounidense Gertrude Ederle.